# Liste der Kreisstraßen im Landkreis Börde
Die Liste der Kreisstraßen im Landkreis Börde ist eine Auflistung der Kreisstraßen im Landkreis Börde, Sachsen-Anhalt. Die Gesamtlänge aller Kreisstraßen betrug am 1. Januar 2012 insgesamt 591 km.

## Abkürzungen
- K: Kreisstraße
- L: Landesstraße

## Liste
Die Kreisstraßen werden landesweit durchnummeriert und behalten die ihnen zugewiesene Nummer bei einem Wechsel in einen anderen Landkreis oder in eine kreisfreie Stadt innerhalb von Sachsen-Anhalt. Nicht vorhandene bzw. nicht nachgewiesene Kreisstraßen werden in Kursivdruck gekennzeichnet, ebenso Straßen und Straßenabschnitte, die unabhängig vom Grund (Herabstufung zu einer Gemeindestraße oder Höherstufung) keine Kreisstraßen mehr sind.
| Nr.     | Verlauf |
| ------- | --- |
| K 1106a | (K 1106 im Altmarkkreis Salzwedel) – Kreisgrenze – Klüden – K 1141 – K 1139 – Uthmöden – Satuelle – K 1653 – Haldensleben – Neuenhofe – K 1162 – in Wedringen                                                                                            |
| K 1107a | L 25 in Berenbrock – Kreisgrenze – (K 1107 im Altmarkkreis Salzwedel) |
| K 1123a | Buchhorst West – L 22 – Buchhorst – Kreisgrenze – (K 1123 im Altmarkkreis Salzwedel) |
| K 1124a | L 24 in Breitenrode – Wassensdorf – L 22 – |
| K 1126a | L 24 in Oebisfelde – Gehrendorf – K 1130 – Lockstedt – K 1134 – L 20 |
| K 1130a | K 1126 in Gehrendorf – Landesgrenze – (K 41 im Landkreis Helmstedt) |
| K 1132a | L 20 in Walbeck – L 42 – Hödingen – K 1133 – L 43 in Behnsdorf |
| K 1133a | K 1134 – Klinze – Ribbensdorf – K 1133a – Siestedt – L 43 – Hödingen – K 1132 – L 42 |
| K 1133a | K 1133 in Ribbensdorf – L 43 |
| K 1134a | in Niendorf – Bösdorf – L 24 – Lockstedt – K 1126 (– Abzweig zur Landesgrenze – (K 44 im Landkreis Helmstedt, Niedersachsen)) – Everingen – L 20 – K 1133 – Eickendorf – teilweise nicht befahrbar – Maschenhorst – Zillbeck – Etingen – L 24 – Keindorf |
| K 1135a | L 24 in Kathendorf – Eickendorf – K 1134 – Belsdorf – Behnsdorf – L 43 – L 42 |
| K 1136a | K 1651 in Mannhausen – Wegenstedt – L 24 – Böddensell – L 25 |
| K 1138a | K 1651 in Velsdorf – L 24 |
| K 1139a | L 24 in Wieglitz – K 1106 – Uthmöden – L 24 |
| K 1140a | L 25 in Calvörde – K 1141 |
| K 1141a | L 25 in Calvörde – Lössewitz – Zobbenitz – K 1140 – K 1106 – Dorst – K 1106 |
| K 1144a | L 41 in Beendorf – Groß Bartensleben – Klein Bartensleben – K 1146 |
| K 1145a | /L 40 – Marienborn – K 1373 – L 106 |
| K 1146a | L 42 in Ivenrode – Bregenstedt – K 1147 – K 1148 – K 1144 – – Ostingersleben (– Abzweig zur in Alleringersleben) – L 40 in Belsdorf |
| K 1147a | K 1146 in Bregenstedt – L 25 in Altenhausen |
| K 1148a | L 42 in Hörsingen – K 1146 – Erxleben – L 25 – K 1149 in Emden |
| K 1149a | L 42 – Emden – K 1148 |
| K 1150a | L 42 in Bodendorf – Bebertal – – K 1152 – Rottmersleben – K 1153 – L 24 – Schackensleben – K 1151 – K 1155 – Groß Santersleben – K 1158 – Hermsdorf – K 1163 – Hohenwarsleben – L 47 –                                                                   |
| K 1151a | L 24 in Rottmersleben – K 1150 in Schackensleben |
| K 1152a | K 1150 in Bebertal – K 1153 in Nordgermersleben |
| K 1153a | / in Hakenstedt – Groppendorf – Nordgermersleben – K 1152 – L 24 in Rottmersleben |
| K 1155a | K 1150 in Schackensleben – Eichenbarleben – L 45 – Ochtmersleben – K 1272 – L 49 in Groß Rodensleben |
| K 1156a | Steinwerk Dönstedt – in Bebertal |
| K 1157a | in Wolfshausen – L 24 in Hundisburg |
| K 1158a | in Wedringen – Althaldensleben – L 24 – K 1158a – L 44 – K 1150 in Groß Santersleben |
| K 1158a | K 1158 – L 44 in Ackendorf |
| K 1160a | L 44 in Samswegen – K 1167 in Jersleben |
| K 1161a | K 1162 in Hillersleben – in Vahldorf |
| K 1162a | K 1106 – Hillersleben 2 – Hillersleben – K 1161 – Meseberg – K 1168 – L 44 in Samswegen |
| K 1163a | K 1150 in Hermsdorf – L 47 – Irxleben – Schnarsleben – Niederndodeleben – L 49 – Hohendodeleben – K 1223 – Schleibnitz – L 50 – Langenweddingen – K 1224 in Osterweddingen                                                                               |
| K 1164a | – Mammendorf – |
| K 1165a | Gersdorf – Dahlenwarsleben – L 47 – |
| K 1166a | L 44 in Gutenswegen – Klein Ammensleben – K 1655 – |
| K 1167a | – K 1167a – Meitzendorf – Jersleben – K 1160 – – K 1177 in Elbeu |
| K 1167a | K 1167 in Meitzendorf – L 47 in Meitzendorf |
| K 1168a | K 1162 in Meseberg – L 44 |
| K 1169a | Barleben – Kreisgrenze – (K 1169 in Magdeburg) |
| K 1170a | L 44 in Loitsche – Heinrichsberg – K 1171 – Glindenberg – Kreisgrenze – (K 1170 in Magdeburg) |
| K 1171a | L 44 – Wolmirstedt – K 1177 – K 1170 in Glindenberg |
| K 1172a | in Mose – L 44 in Farsleben |
| K 1173a | Lindhorst – L 29 |
| K 1174a | / – Angern – L 29 – K 1176 |
| K 1175a | L 44 in Zielitz – Schricke – L 44 in Loitsche |
| K 1176a | (K 1176 im Landkreis Stendal) – Kreisgrenze – Mahlwinkel – K 1183 – K 1182 – Zibberick – K 1174 – L 29 in Rogätz |
| K 1177a | /L 44 – Wolmirstedt (– Abzweig zur K 1171) – K 1167 – Elbeu – /L 47 |
| K 1178a | – Cröchern – K 1180 – L 29 in Burgstall |
| K 1179a | L 29 in Burgstall – K 1180 in Blätz |
| K 1180a | K 1178 in Cröchern – Blätz – K 1179 – L 29 |
| K 1181a | (K 1181 im Landkreis Stendal) – Kreisgrenze – L 29 in Sandbeiendorf |
| K 1182a | K 1176 – Wenddorf – L 29 in Angern |
| K 1183a | (K 1183 im Landkreis Stendal) – Kreisgrenze – Mahlwinkel – K 1176 – K 1185/K 1471 in Bertingen – ... – Elbe – Kreisgrenze – ... – (K 1183 im Landkreis Jerichower Land)                                                                                  |
| K 1185a | (K 1185 im Landkreis Stendal) – Kreisgrenze – K 1183/K 1471 in Bertingen |
| K 1209a | L 44 in Rogätz – Elbfähre – Kreisgrenze – (K 1209 im Landkreis Jerichower Land) |
| K 1223a | L 49 in Domersleben – Hohendodeleben – K 1163 – Kreisgrenze – (K 1223 in Magdeburg) |
| K 1224a | (K 1224 in Magdeburg) – Kreisgrenze – Osterweddingen – K 1226 – K 1163 – Sülldorf – Bahrendorf – – Kreisgrenze – (K 1224 im Salzlandkreis) |
| K 1226a | K 1224 in Osterweddingen – L 50 – Kreisgrenze – (K 1226 in Magdeburg) |
| K 1261a | in Altenweddingen – K 1263 – K 1262 – Kreisgrenze – (K 1261 im Salzlandkreis) |
| K 1262a | K 1261 in Altenweddingen – Kreisgrenze – (K 1262 im Salzlandkreis) |
| K 1263a | – K 1261 in Altenweddingen |
| K 1264a | in Bottmersdorf – Blumenberg – |
| K 1266a | L 102 in Ampfurth – Peseckendorf – /L 66 |
| K 1267a | L 49 in Bergen – Remkersleben – L 102 in Klein Wanzleben |
| K 1268a | Altbrandsleben – L 24 |
| K 1269a | in Ummendorf – K 1270 – Wormsdorf – Gehringsdorf – L 77 |
| K 1270a | K 1269 – Eilsleben – L 103 – |
| K 1271a | L 40 in Ummendorf – Neu Ummendorf – |
| K 1272a | K 1155 – Hemsdorf |
| K 1301a | – Kreisgrenze – (K 1301 im Salzlandkreis) |
| K 1308a | (K 1308 im Salzlandkreis) – Kreisgrenze – |
| K 1315a | (K 1315 im Landkreis Harz) – Kreisgrenze – in Neudamm |
| K 1317a | – Kreisgrenze – (K 1317 im Landkreis Harz) |
| K 1318a | (K 1318 im Landkreis Harz) – Kreisgrenze – – Kloster Gröningen – L 24 in Gröningen |
| K 1359a | L 77 in Beckendorf – Neindorf – Jakobsberg – K 1364 – K 1575 – /L 24 in Oschersleben (Bode) |
| K 1361a | L 24 – Günthersdorf |
| K 1363a | – Wulferstedt – L 101 |
| K 1364a | in Hornhausen – K 1359/K 1575 |
| K 1365a | /L 77 in Hamersleben – L 104 in Hornhausen |
| K 1366a | – L 104 in Ausleben |
| K 1367a | L 104 in Kauzleben – Neubau – L 77 in Wackersleben |
| K 1368a | L 104/L 105 in Hötensleben – L 77 in Ohrsleben |
| K 1370a | (K 22 im Landkreis Helmstedt) – Landesgrenze – K 1371 – Caroline – |
| K 1371a | K 1370 – – K 1372 – in Völpke |
| K 1372a | L 106 in Sommersdorf – K 1371 in Völpke |
| K 1373a | K 1145 in Marienborn – K 1656 – Harbke – L 106 in Sommersdorf |
| K 1374a | in Badeleben – Üplingen – L 104 in Warsleben |
| K 1375a | L 106 – in Badeleben |
| K 1471a | K 1183/K 1185 in Bertingen – Kreisgrenze – (K 1471 im Landkreis Stendal) |
| K 1575a | K 1359/K 1364 – Zwölf Apostel – Neubrandsleben |
| K 1651a | Piplockenburg – Mannhausen – K 1136 – Velsdorf – K 1138 – L 24 in Calvörde |
| K 1652a | L 24 – L 42 in Süplingen |
| K 1653a | L 24 – K 1106 in Haldensleben |
| K 1655a | L 44 in Groß Ammensleben – K 1166 – L 47 in Dahlenwarsleben |